# Thesium fuscum
Thesium fuscum är en sandelträdsväxtart som beskrevs av Arthur William Hill. Thesium fuscum ingår i släktet spindelörter, och familjen sandelträdsväxter. Inga underarter finns listade i Catalogue of Life.